# جيري ريمي
جيري ريمي (بالإنجليزية: Jerry Remy) هو لاعب كرة قاعدة أمريكي، ولد في 8 نوفمبر 1952 في فول ريفر في الولايات المتحدة.

## وصلات خارجية
- جيري ريمي على موقع دوري كرة القاعدة الرئيسي (الإنجليزية)
- جيري ريمي على موقعبيزبول رفرنس.كوم (الدوري الرئيسي) (الإنجليزية)
- جيري ريمي على موقعبيزبول رفرنس.كوم (الدوري الثانوي) (الإنجليزية)
- جيري ريمي على موقع مشجعي الرسوم البيانية (الإنجليزية)